# 酒井忠禮
酒井 忠禮（さかい ただのり）は、出羽松山藩5代藩主。左衛門尉酒井家分家5代。本家である庄内藩主・酒井忠温の次男・酒井忠順の長男。

## 略歴
寛政6年（1794年）4月24日、先代藩主の忠崇の婿養子となる。寛政10年（1798年）11月26日、忠崇の隠居で跡を継いだ。藩財政再建のために文政3年（1820年）から専売制を実施したが、失敗して翌年に廃止する。他にも荷出役銭を徴収するなどしたが、効果はなく失敗に終わる。その失意のうちに文政4年（1821年）7月23日に43歳で死去した。跡を長男・忠方が継いだ。

## 系譜
父母
- 酒井忠順（実父）
- 酒井忠崇（養父）

正室
- 酒井忠崇の養女 ー 水野忠体の娘

子女
- 酒井忠方（長男）
- 甲斐庄正誼